# Yahballaha III
Yahballaha III (c. 1245-13 de noviembre de 1317), conocido en años anteriores como Rabban Marcos o Markos, fue Patriarca de la Iglesia del Oriente desde 1281 hasta 1317. Como Patriarca, Yahballaha encabezó la Iglesia de Oriente durante las severas persecuciones bajo el reinado de Khans Ghazan y su sucesor Öljeitü. Reconoció al Papa e intentó formar una unión eclesiástica, que fue rechazada por los obispos nestorianos de la Iglesia del Oriente.
Nacido en Koshang, Marcos viajó con Rabban Bar Sauma, un monje nestoriano asceta de la China controlada por los mongoles a Jerusalén, sin embargo, debido a la guerra entre los mongoles y los mamelucos se les impidió llegar al destino final. El patriarca Denha I de la Iglesia del Oriente los recordó y consagró a Markos como obispo de Katay y Ong, con el nombre de Mar Yahballaha. Sin embargo, ambos optaron por permanecer en los monasterios de Mosul.
La elección de Yahballaha como nuevo Patriarca de la Iglesia del Oriente fue aprobada por Abaqa Khan por razones políticas y consagrada en 1281 como Yahballaha III. En 1282, el hermano de Abaqa Khan, Tekuder, un converso al islam, sucedió al trono. El partido antiguo mongol de budistas y cristianos nestorianos se opuso a Tekuder, quien comenzó a perseguir a la Iglesia del Este por ponerse del lado del partido antiguo mongol y Yahballaha fue encarcelado, pero su vida fue salvada por la madre cristiana de Tekuder, Qutui Khatun. En 1284, el hijo de Abaqa Khan, Arghun, se convirtió en khan, y tenía en alta estima tanto a Yahballaha como a Bar Sauma. Arghun buscó una alianza con la Europa cristiana contra los musulmanes en Siria y Egipto y, asesorado por Yahballaha, envió a Bar Sauma para la primera misión diplomática de Asia oriental a Europa en la historia. Después de la caída de Acre ante los musulmanes en 1291, la opinión popular en Ilkhanate comenzó a inclinarse hacia el Islam. Las relaciones entre la Iglesia del Este y el khan se mantuvieron bien durante el gobierno de Gaikhatu, el sucesor de Arghun. Sin embargo, con el ascenso al trono del hijo de Arghun, Ghazan, los musulmanes ganaron dominio. Ghazan inició la persecución de los cristianos y Yahballaha fue nuevamente encarcelado. Fue rescatado por Haitón II de Armenia.
En 1289, Yahballaha permitió que el fraile dominico Riccoldo da Monte di Croce predicara entre los nestorianos y renunció a sus heterodoxias. Buscó una unión eclesiástica con la Iglesia católica en Roma y comenzó las negociaciones en 1302 escribiendo al Papa Bonifacio VIII y al Papa Benedicto XI en 1304, profesando la fe católica en la última carta y reconociendo la primacía del Papa sobre todo el cristianismo. Sin embargo, la unión fue rechazada por los obispos nestorianos. En 1304, Öljeitü sucedió a Ghazan y renovó las persecuciones contra los cristianos que Yahballaha intentó poner fin sin éxito. Yahballaha murió en Maragheh en 1317.

## Primeros años
Markos nació en la ciudad de Koshang, la capital de la tribu Turquico Ongud. Su ascendencia étnica no está del todo clara. Según la fuente contemporánea Story of Mar Yahballaha y Rabban Sauma, era un "turco oriental". Bar Hebraeus en su Cronografía se refirió a él como "Uigur, es decir turco". La Chronicle of the Nestorian Patriarch árabe lo llama "un turco de nacimiento de la región de Katay (es decir, el norte de China)". Las dos listas del patriarca de la Iglesia del Oriente se refieren a él como "un turco", y una bula latina lo llama "un turco oriental". Pier Giorgio Borbone sugiere que Yahballaha probablemente pertenecía a la tribu Ongud, y rechaza la afirmación de Bar Hebraeus sobre su ascendencia uigur, ya que los uigures en ese momento vivían en una región distante alrededor de Turfán.
Cuando era niño, se convirtió en alumno de Rabban Bar Sauma, un monje nestoriano. Al principio, probablemente vivieron en el Monasterio de la Cruz en el actual distrito de Fangshan en el oeste de Beijing. En 1275/76 Markos y Bar Sauma iniciaron un viaje hacia Jerusalén. Al comienzo de su viaje, Markos tenía alrededor de treinta años y Bar Sauma tenía cuarenta y ocho. Primero fueron a Janbalic, el lugar de nacimiento de Bar Sauma, para reunir a más personas para el viaje. Luego fueron a Koshang, Tangut, Jotán y Kasgar. Después de permanecer en Jotán durante seis meses y encontrar Kasgar vacío mientras su población huía del "enemigo", Bar Sauma y Markos fueron a Taraz (al norte de Tian Shan) en la actual Kazajistán para rendir homenaje a Kaidu Khan y pedir un paso seguro por su tierra, que él permitió. Los dos viajeros probablemente pasaron por Samarcanda y Bujará, llegando a la región de Jorasán en la ciudad de Tus, ahora una aldea cerca de Mashhad en el actual Irán. En Maraghe, en la región de Azerbaiyán, se reunieron con el patriarca Denha I. Desde Erbil fueron a Mosul y visitaron Nísibis y varios monasterios nestorianos a lo largo del río Tigris.
Su plan de visitar Jerusalén se vio impedido debido a la guerra entre los mongoles y los mamelucos, que en ese momento limitaban entre sí a lo largo del río Éufrates. Todavía intentaron llegar a Palestina, atravesando Armenia y Georgia y luego por el mar. Sin embargo, fueron retirados por el Patriarca, que quería darles liderazgo sobre la iglesia en China. El patriarca nombró a Markos obispo de Katay y Ong (norte de China y la tribu Ongud, respectivamente), dándole el nombre de Mar Yahballaha. Al mismo tiempo, nombró a Bar Sauma sa'ora (obispo visitante) para los países del Este, y vicario general. Los nuevos títulos significaron que los dos volverían al este; sin embargo, ambos insistieron en quedarse a vivir en un monasterio, considerándose indignos de los nuevos títulos. Permanecieron en un monasterio cerca de Mosul durante dos años.

## Patriarcado
Después de la muerte del patriarca Denha I, los obispos nestorianos eligieron a Yahballaha como su sucesor en noviembre de 1281, con la aprobación de Abaqa Khan, el gobernante mongol del Ilkanato. Las razones de su elección fueron políticas, ya que Yahballaha estaba familiarizado con las costumbres, la política y el idioma mongoles debido a su origen. Su conocimiento del siríaco era escaso y no hablaba árabe en absoluto. En presencia de otros obispos nestorianos, Yahballaha fue consagrado en la iglesia de Kohke el 21 de noviembre de 1281 como Yahballaha III. Recibió el sello que Möngke Khan le dio al patriarca antes que él.
Abaqa murió en 1282 y fue sucedido por su hermano Tekuder, un converso al islam. Tekuder se volvió impopular entre las élites mongoles, el llamado partido "Viejo-Mongol" de cristianos y budistas nestorianos, que ahora favorecía a su sobrino Arghun, el hijo de Abaqa. Ellos protestaron ante Kublai Kan, quien amenazó con intervenir. Tekuder culpó a la Iglesia del Oriente por los llamamientos a Kublai Kan y encarceló a Yahballaha III. Su vida fue salvada por la madre de Tekuder, Qutui Khatun, quien era cristiana. Tekuder fue sucedido por su sobrino Arghun en 1284. Tanto Abaqa como Arghun tenían en alta estima a Yahballaha y Bar Sauma.
Después de suceder a Tekuder, Arghun buscó una alianza con los gobernantes europeos contra los musulmanes en Siria y Egipto. Escribió al Papa Honorio IV que Kublai Kan le había encargado que liberara la "tierra de los cristianos". Con ese propósito, consultó con Yahballaha acerca de quién debería encabezar la embajada en Europa; Yahballaha propuso Bar Sauma, que Arghun aceptó. En 1287, Bar Sauma llegó a Trebisonda en la costa sur del Mar Negro. En junio fue a Constantinopla, donde se reunió con el emperador Andrónico de Bizancio, y luego al Reino de Nápoles, donde se reunió con Carlos II. En Roma se enteró de la muerte del Papa Honorio IV y fue recibido por el Colegio Cardenalicio. Sin embargo, no pudieron responder a la solicitud de Arghun hasta la elección del nuevo Papa. Bar Sauma fue a Florencia y Génova, donde se reunió con el Capitán del Pueblo. De Génova, Bar Sauma se fue a Lombardía, y luego a París, donde conoció a Felipe IV de Francia de Francia. Después de permanecer un mes en París, Bar Sauma se reunió con el rey inglés Eduardo en Burdeos. Tanto los reyes ingleses como franceses expresaron su interés en la alianza. Antes de regresar a Roma, Bar Sauma pasó el invierno en Génova y se reunió con el Papa Nicolás IV después de su elección. El Papa emitió una bula reconociendo a Yahballaha como el "Patriarca de todos los cristianos de Oriente". En el verano de 1288, Bar Sauma regresó al Ilkhanate.
Los Mongoles vieron la caída de Acre ante los musulmanes en 1291 como una victoria del Islam sobre el cristianismo y luego comenzaron a inclinarse hacia el Islam. Sin embargo, las relaciones siguieron siendo buenas entre la Iglesia del Oriente y el nuevo kan Gaikhatu, que sucedió a Arghun ese año. En el momento de su muerte en 1295, la opinión popular en el Ilkhanate favorecía a los musulmanes. Otro hijo de Arghun, Ghazan, se convirtió en khan en 1295. Llevó a los musulmanes al dominio y comenzó a perseguir a los cristianos y a destruir iglesias. Encarceló a Yahballaha y lo colgó boca abajo. La vida de Yahballaha fue salvada por Haitón II, quien pagó un rescate para liberarlo de la prisión, y en 1296 Yahballaha regresó a su asiento en Maraghe. Al año siguiente, su residencia fue saqueada y destruida por musulmanes, por lo que se mudó a Erbil en Kurdistán. Hethum persuadió a Ghazan para que pusiera fin a la persecución en 1296. También emitió contramedidas para compensar a los cristianos. Yahballaha regresó al monasterio en Maragheh, cuya reconstrucción fue apoyada por Ghazan, quien en 1303 visitó el monasterio. Sin embargo, la persecución esporádica continuó en otros lugares. Sin embargo, Yahballaha disfrutó del apoyo de Ghazan hasta el final de su reinado.
El fraile dominico Riccoldo da Monte di Croce viajó a Oriente en 1289 y permaneció allí durante diez años. Da Monte di Croce descubrió que los nestorianos ponían más énfasis en los rituales que en el dogma. Escribe que tenían una concepción liberal del matrimonio, permitiéndose divorcios y nuevos matrimonios a voluntad. Los nestorianos practicaban ocasionalmente la circuncisión, incluso para las mujeres, y no reconocían la práctica de ungir a los enfermos. También se abstuvieron de comer carne. Yahballaha renunció a estas heterodoxias y permitió que da Monte di Croce predicara en Bagdad en 1290. La élite nestoriana quería entrar en la unión con Roma, principalmente por razones políticas. En 1302, Yahballaha inició negociaciones con la Curia romana sobre la unión, y envió una carta al Papa Bonifacio VIII. El 18 de mayo de 1304, Yahballaha escribió al Papa Benedicto XI haciendo una profesión de fe católica, aceptando al Papa, y reconociendo su primacía sobre todo el cristianismo. Sin embargo, la unión fue rechazada por los obispos nestorianos.
Durante el reinado del kan Öljeitü, que sucedió a Ghazan en 1304, continuó la persecución de los cristianos. Aunque personalmente en buenos términos con Yahballaha, él no quiso o no pudo terminar la persecución, e incluso las llevó a cabo él mismo, y la persecución en 1306 fue recordada como la más feroz. Un estallido de violencia ocurrió en Erbil en 1310, con muchos cristianos muertos y Yahballaha, que estaba allí en ese momento, apenas sobrevivió. Öljeitü no hizo nada para prevenir la violencia. Yahballaha intentó sin éxito evitar la masacre de cristianos en Erbil. Este fracaso lo desanimó y se retiró a Maraghe. Murió el 13 de noviembre de 1317.